# Birgit Rockmeier
Birgit Rockmeier (née le 29 novembre 1973 à Moosburg) est une athlète allemande spécialiste du 200 et du 400 mètres. Elle est la sœur jumelle de Gabrielle Rockmeier.

## Carrière
Elle se révèle durant la saison 1991 en remportant la médaille d'or du relais 4 × 100 m des Championnats d'Europe juniors aux côtés de ses coéquipières allemandes, avant de monter sur la troisième marche du podium aux Championnats du monde juniors disputés l'année suivante. En 1998, elle s'adjuge la médaille d'argent du relais 4 × 100 m lors des Championnats d'Europe de Munich aux côtés de Melanie Paschke, Andrea Philipp et de sa sœur Gabi Rockmeier, l'équipe d'Allemagne étant devancée de neuf centièmes de secondes par la France. 
Auteur de la meilleure performance de sa carrière sur 200 m en juillet 2001 avec le temps de 22 s 90, Birgit Rockmeier fait partie du relais 4 × 100 m se classant deuxième des Championnats du monde d'Edmonton, derrière les États-Unis. L'équipe d'Allemagne, composée par ailleurs de Melanie Paschke, Gaby Rockmeier et Marion Wagner, est finalement déclarée vainqueur de l'épreuve en 2002 après la disqualification de l'équipe américaine à la suite du dopage avéré de Kelli White dans le cadre de l'affaire Balco.
Spécialisée dans le 400 mètres vers la fin de sa carrière, Birgit Rockmeier se classe huitième des Championnats d'Europe 2002 et remporte par ailleurs le titre continental du relais 4 × 400 mètres aux côtés de Florence Ekpo-Umoh, Claudia Marx et Grit Breuer.

## Records personnels
- 100 m : 11 s 33 (2005)
- 200 m : 22 s 90 (2001)
- 400 m : 51 s 45 (2000)

## Palmarès
| Année | Compétition                    | Lieu          | Résultat | Épreuve   |
| ----- | ------------------------------ | ------------- | -------- | --------- |
| 1991  | Championnats d'Europe juniors  | Thessalonique | 1re      | 4 × 100 m |
| 1992  | Championnats du monde juniors  | Séoul         | 3e       | 4 × 100 m |
| 1997  | Championnats du monde          | Athènes       | 4e       | 4 × 100 m |
| 1998  | Championnats d'Europe en salle | Valence       | 4e       | 200 m     |
| 1998  | Championnats d'Europe          | Munich        | 2e       | 4 × 100 m |
| 1998  | Coupe du monde des nations     | Johannesburg  | 3e       | 4 × 100 m |
| 1999  | Championnats du monde en salle | Maebashi      | 6e       | 200 m     |
| 2000  | Championnats d'Europe en salle | Gand          | 4e       | 200 m     |
| 2001  | Championnats du monde en salle | Lisbonne      | 3e       | 4 × 400 m |
| 2001  | Championnats du monde          | Edmonton      | 1re      | 4 × 100 m |
| 2002  | Championnats d'Europe          | Munich        | 8e       | 400 m     |
| 2002  | Championnats d'Europe          | Munich        | 1re      | 4 × 400 m |
| 2002  | Coupe du monde des nations     | Madrid        | 5e       | 4 × 100 m |
| 2002  | Coupe du monde des nations     | Madrid        | 6e       | 4 × 400 m |
| 2003  | Championnats du monde          | Paris         | 4e       | 4 × 400 m |